# Lo irritarono... e Sartana fece piazza pulita
Lo irritarono... e Sartana fece piazza pulita (Un par de asesinos) è un film del 1970 diretto da Rafael Romero Marchent.
Come era pratica di quegli anni, nella versione italiana di questo film, del genere western all'italiana, fu dato ad un personaggio il nome di Sartana seppure non faccia parte della serie "canonica" dei film, anche se nel titolo indicato sulla locandina del film nei titoli di testa si legge chiaramente che il nome del protagonista è invece Santana. Nel doppiaggio viene chiamato alternativamente con entrambi i nomi.

## Trama
Due amici banditi, Sartana e Marcos, compiono una rapina in banca insieme ai fratelli Burton, ma si vedono sottrarre il malloppo proprio da due scaltri complici. Alla fine i due amici si vendicano contro tutti.